# Návary
Návary (deutsch Auern) ist ein Ortsteil der Minderstadt Staré Město pod Landštejnem in Tschechien. Er liegt vier Kilometer südwestlich von Staré Město pod Landštejnem nahe der österreichischen Grenze und gehört zum Okres Jindřichův Hradec.

## Geographie
Das Dorf ist am südlichen Fuße des Návary (Auernberg, 680 m) gelegen. Westlich erhebt sich der Křížový vrch (Kreuzhügel, 666 m), nordwestlich der Větrov (Wetzlershügel, 714 m) und südlich der Kraví vrch (Reichershügel, 675 m). Im Süden liegt der 12 ha große Teich Návarský rybník (Auernteich).

## Geschichte
Das zur Herrschaft Landstein gehörige Dorf wurde als „Villa Navar“ 1375 erstmals urkundlich genannt. Für 1487 ist  ein herrschaftlicher „Richter zu Nawern“ beurkundet, seit 1790 ist die Namensform „Auern“ unverändert. Das Einkommen der Einwohner ergab sich vor allem aus dem Anbau von Hafer, Gerste, Roggen, Kartoffel, Rüben, Obst und Gemüse, sowie aus der Jagd und Fischzucht. Die Matriken befinden sich seit 1668 in Altstadt.
Nach der Aufhebung der Patrimonialherrschaften bildete Auern mit dem Ortsteil Wetzlers eine politische Gemeinde im Bezirk Neuhaus. Nach dem Ersten Weltkrieg zerfiel der Vielvölkerstaat Österreich-Ungarn. Der Friedensvertrag von Saint Germain 1919. bestimmte, das der nur von deutsch Südmährern bewohnte Ort zum Bestandteil der neuen Tschechoslowakischen Republik wurde.
Nach dem Münchner Abkommen, das die Abtretung der sudetendeutschen Gebiete an Deutschland regelte, rückten im Oktober 1938 deutsche Truppen im Ort ein, der bis 1945 zum Gau Niederdonau gehörte.
Nach dem Ende des Zweiten Weltkrieges   wurden die im Münchener Abkommen an Deutschland übertragenen Territorien wieder der Tschechoslowakei zugeordnet. Am 29. Mai 1945 wurde der Ort, zeit- und systemgleich mit den umliegenden Gemeinden, von einer motorisierten Gruppe  militanten Tschechen besetzt.  Sie nahmen einige Männer als Geiseln und vertrieben die deutschen Bewohner und zuletzt die Geiseln über die Grenze nach Österreich. Laut dem Beneš-Dekret 108 wurde das Vermögen der deutschen Einwohner sowie das öffentliche und kirchliche deutsche Eigentum konfisziert und unter staatliche Verwaltung gestellt.
1947 wurde Návary zum Ortsteil der Gemeinde Veclov und dem Okres Dačice zugeordnet. Seit 1961 gehört das Dorf wieder zum Okres Jindřichův Hradec. Seit 1971 ist es ein Ortsteil von Staré Město pod Landštejnem. Im Jahre 2001 bestand das Dorf aus 10 Wohnhäusern und hatte keine ständigen Einwohner.

## Bevölkerungsentwicklung
| Volkszählung | Einwohner gesamt | Volkszugehörigkeit der Einwohner | Volkszugehörigkeit der Einwohner | Volkszugehörigkeit der Einwohner |
| Jahr         | Einwohner gesamt | Deutsche                         | Tschechen                        | Andere                           |
| ------------ | ---------------- | -------------------------------- | -------------------------------- | -------------------------------- |
| 1880         | 327              | 327                              | 0                                | 0                                |
| 1890         | 310              | 309                              | 0                                | 1                                |
| 1900         | 284              | 284                              | 0                                | 0                                |
| 1910         | 270              | 270                              | 0                                | 0                                |
| 1921         | 245              | 233                              | 3                                | 9                                |
| 1930         | 231              | 209                              | 16                               | 6                                |
| 1991         | 0                |                                  |                                  |                                  |
| 2001         | 0                |                                  |                                  |                                  |

## Sehenswürdigkeiten
- Kapelle St. Martin, zur Pfarre Staré Město pod Landštejnem gehörig